# Pseudoterpna candidata
Pseudoterpna candidata är en fjärilsart som beskrevs av Otto Staudinger. Pseudoterpna candidata ingår i släktet Pseudoterpna och familjen mätare. Inga underarter finns listade.